# Pär Stolpe
Pär Herman Stolpe, född 24 januari 1943 i Stockholm, är en svensk författare och samhällsdebattör som var medlem av den expertgrupp som utformade Kulturhusets (Stockholm) innehåll.
Pär Stolpe uppfann begreppet allaktivitetshus då han 1967 var involverade i planerna på att omvandla en gasklocka vid Sabbatsberg till ett kulturhus för alla. Han var också drivande i utvecklandet av Gamla Bro till ett allaktivitetshus 1969–1972 och ledde arbetet med Filialen på Moderna Museet som 1971–1973 var en alternativ utställningslokal samt debatt- och kulturscen.
Stolpe har skrivit böcker, medverkat i radio- och tv-program, samt gjort film om kultur och samhällsutveckling.